# Jemma Wakeman
Jemma Wakeman (Edinburgh, 21 februari 1983) is een Brits zangeres. Ze is de dochter van de befaamde toetsenist Rick Wakeman, die in Yes en Strawbs speelde. 
Ze heeft bijgedragen aan een aantal muziekalbums van haar vader. Ook haar broers Oliver Wakeman en Adam Wakeman zijn musici.

## Discografie
- 2006: Amazing Grace
- 2006: Retro
- 2007: Retro 2
- 2007: Rick Wakeman’s Old Grumpy Show